# Bahnhof Triesdorf
Der Bahnhof Triesdorf ist der Bahnhof der Stadt Merkendorf und des Marktes Weidenbach im Fränkischen Seenland (Mittelfranken) und befindet sich im Merkendorfer Gemeindeteil Triesdorf Bahnhof.
Der Bahnhof liegt an der Bahnstrecke Treuchtlingen–Würzburg und wurde 1859 eröffnet.

## Geschichte
Der Bahnhof wurde als Teil der Bahnstrecke Ansbach–Gunzenhausen 1859 eröffnet.
In den 1950er Jahren erlebte der Bahnhof eine Blüte als Verladebahnhof für das Kraut aus dem Merkendorfer Krautland. Heute bezieht er seine Bedeutung durch die Hochschule Weihenstephan-Triesdorf.

## Heutiges Aussehen und Nutzung
Seit dem 2. Juni 1996 befindet sich der Streckenabschnitt Ansbach–Gunzenhausen und somit der Bahnhof Triesdorf im Verkehrsverbund Großraum Nürnberg.
Der Bahnhof verfügt über drei mit Bahnsteigen ausgestattete Gleise, wobei das dritte ausschließlich durchfahrenden und überholenden bzw. überholten Zügen dient. Außerdem gibt es mehrere Nebengleise, einige wurden teilweise zurückgebaut.
In den Jahren 2007 und 2008 modernisierte die Stadt Merkendorf die Station im Rahmen der Dorferneuerung. Hierbei wurde vor allem ein neuer Hausbahnsteig nördlich des bisherigen und eine Unterführung vom West- zum Ostteil des Ortes gebaut. Die Unterführung war notwendig geworden, da der Steg über die Gleise zum Mittelbahnsteig stark baufällig war.
Der Bahnhof Triesdorf ist vollständig in den Bayern-Takt integriert, d. h. es fährt mindestens täglich zwischen 7 und 22 Uhr ein Zug alle zwei Stunden und Richtung.

## Verkehr
Der Bahnhof Triesdorf wird von Arverio Bayern mit einer Regionalexpress-Linie bedient. Stündlich besteht eine Verbindung nach Würzburg und Treuchtlingen, alle zwei Stunden weiter über Augsburg bis München. Es werden fünfteilige Siemens Desiro HC (Baureihe 2462) und dreiteilige Siemens Mireo (Baureihe 2463) eingesetzt.
Nachts wird der Bahnhof zur Bedienung der lokalen Gleisanschlüsse von einem Güterzugpaar aus Ansbach erreicht.
| Linie | Strecke | Taktfrequenz                                                                     |
| ----- | --- | -------------------------------------------------------------------------------- |
| RE 80 | Würzburg Hbf – Steinach (b Rothenburg o.d. Tauber) – Ansbach – Triesdorf – Gunzenhausen – Treuchtlingen (– Donauwörth – Augsburg Hbf – München Hbf) | Stundentakt Würzburg Hbf–Treuchtlingen Zweistundentakt Treuchtlingen–München Hbf |